# Dojran
Dojran (Macedonisch: Дојран) is een gemeente in Noord-Macedonië.
Dojran telt 3426 inwoners (2002). De oppervlakte bedraagt 129,16 km², de bevolkingsdichtheid is 26,5 inwoners per km².